# 迈克尔·杰克逊不朽传奇世界巡演
迈克尔·杰克逊不朽传奇世界巡演（英語：Michael Jackson: The Immortal World Tour）是太阳马戏团使用迈克尔·杰克逊的音乐与舞步打造的一场全球巡回演出的舞台剧，由杰米·金编导。该舞台剧的形式与演唱会非常相似。巡演的首场于2011年10月2日在加拿大蒙特利尔举行，团队在北美洲演出一年之后，又抵达欧洲、亚洲、澳大利亚、新西兰和中东地区进行巡回演出，后于2014年2月回到北美洲，2014年8月31日演出结束。此次演出乃太阳马戏团票房最高的一场全球巡回演出。
2011年12月，演出开始两个月之后已经在美国和加拿大卖出了超过1亿美元的门票，根据福布斯，其已成为在美国的顶级巡回演出。2014年8月31日在27个国家的巡演结束之后，总票房为3.71亿美元，乃有史以来总票房排名第七的巡演。
这场演出吸引了众多知名人士的观赏，如布萊德·彼特、安吉丽娜·朱莉、Jay Z、碧昂絲·諾利斯、蕾哈娜、伊娃·朗歌莉亞、柯特妮·考克斯、喬許·葛洛班、珍妮弗·洛佩兹、泰雅·賓絲、纳奥米·坎贝尔、《欢乐合唱团》的一些演员、安德鲁·加菲尔德和艾瑪·史東。

## 曲目
这场演出播放的是迈克尔·杰克逊的音乐混音版本。

### 曲目顺序
| 第一部分 1. 《Workin' Day and Night》 2. 《Childhood》 3. 《Wanna Be Startin' Somethin'》 4. 《I Want You Back》 / 《ABC》 / 《The Love You Save》（杰克逊五人组时期音乐） 5. 《Dancing Machine》 6. 《Ben》 7. 《This Place Hotel》 8. 《Smooth Criminal》 9. 《Dangerous》 10. 《Another Part of Me》 11. 《Human Nature》 12. 《Is It Scary》 13. 《Thriller》 | 第二部分 1. 《I Just Can't Stop Loving You》 2. 《Beat It》 / 《Bad》（混合播放） 3. 《Jam》 4. 《Earth Song》 5. 《Scream》 6. 《They Don't Care About Us》/《Little Susie》（混合播放） 7. 《Will You Be There》 8. 《Can You Feel It》 9. 《Don't Stop 'Til You Get Enough》 10. 《Billie Jean》 11. 《Black or White》 12. 《Man in the Mirror》 |

## 轶事
该场巡回演出2013年8月到中国大陆北京万事达中心进行第一场的时候，演出到〈They Don't Care About Us〉之时，舞台的大屏幕突然展示出自该歌曲音乐影片的六四事件之后王维林在长安街阻挡坦克的镜头，事件过后万事达中心官方并未发表任何声明。太陽劇團公關表示：「照片已被立即移除，今後不會再用。」但其說明表演已事先通過審核。在北京随后的两场演出和上海的演出均未出现该画面。